# Valdemar Dánský
Valdemar Dánský (27. října 1858, Bernstorffský palác – 14. ledna 1939, Kodaň) byl dánský princ, nejmladší syn dánského krále Kristiána IX.

## Biografie

### Původ, mládí
Valdemar se narodil jako nejmladší dítě ze šesti dětí dánského krále Kristiána IX. a jeho manželky Luisy Hesensko-Kasselské. Vychováván byl v dánském královském paláci společně s nejmladší ze svých tří sester princeznou Thyrou.
V létě roku 1874 doprovázel svého otce při jeho návštěvě na Islandu při oslavách milénia. Po konfirmaci v tomtéž roce zahájil, jak to bylo obvyklé u princů v té době, vojenské vzdělání na námořní akademii. V roce 1879 se stal podporučíkem a v roce 1880 poručíkem. Stal se vášnivým námořníkem a v následujících letech se účastnil řady námořních expedic.

### Manželství, potomci
V roce 1885 se princ Valdemar oženil s francouzskou princeznou Marií Orleánskou (1865–1909), pravnučkou posledního francouzského krále Ludvíka Filipa I. Nejdříve se uskutečnil 20. října civilní sňatek v Paříži, o dva dny později 22. října pak církevní obřad na zámku v Eu, v rezidenci prince Filipa, hraběte pařížského. Mezi nejváženější hosty na svatbě patřili Valdemarova matka, královna Luisa, princ a princezna z Walesu a Mariini rodiče, vévoda a vévodkyně z Chartres. Sňatek byl zřejmě motivován politicky, ale mezi manželi panovala skutečná láska. Z jejich spokojeného manželství vzešlo pět potomků, čtyři synové a nejmladší dcera:
- Aage z Rosenborgu (10. června 1887 – 19. února 1940), hrabě z Rosenborgu, ⚭ 1914 Matilda Calvi, hraběnka z Bergola (17. září 1885 – 16. října 1949), morganatické manželství
- Axel Dánský (12. srpna 1888 – 14. července 1964), ⚭ 1919 Markéta Švédská (25. června 1899 – 4. ledna 1977)
- Erik z Rosenborgu (8. listopadu 1890 – 10. září 1950), hrabě z Rosenborgu, ⚭ 1924 Lois Frances Boothová (8. srpna 1897 – 26. února 1941), morganatické manželství
- Viggo z Rosenborgu (25. prosince 1893 – 4. ledna 1970), hrabě z Rosenborgu, ⚭ 1924 Eleanor Margaret Greenová (5. listopadu 1895 – 3. července 1966), morganatické manželství
- Markéta Dánská (17. září 1895 – 18. září 1992), ⚭ 1921 René Bourbonsko-Parmský (17. října 1894 – 30. července 1962)

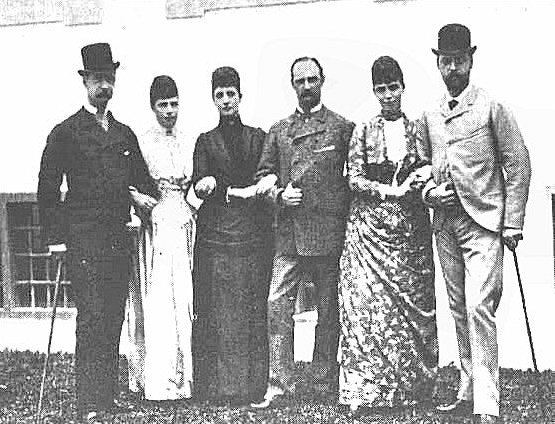
Princ Valdemar se svými sourozenci při setkání u příležitosti 40. výročí sňatku jejich rodičů v roce 1882 (zleva Vilém, Alexandra, Marie Sofie, Frederik, Thyra, Valdemar).

Vzhledem k tomu, že manželé byli rozdílného náboženského vyznání, bylo předem dohodnuto, že synové budou vychováváni v luteránské víře, již vyznával otec, a dcery v katolické víře matčině. Tak se také skutečně stalo - čtyři jejich synové se stali luterány, kdežto jediná dcera katoličkou a provdala se posléze za katolického prince.
Marie Orleánská sdílela Valdemarovu lásku k moři a námořnictví, na výraz této sounáležitosti si nechala na rameno vytetovat kotvu.
Jeho bratru Vilémovi byl nabídnut řecký trůn a on se stal v roce 1863 řeckým králem pod jménem Jiří I. Podobně i princi Valdemarovi byla nabídnuta možnost usednout na některý z evropských trůnů, a to dokonce dvakrát: poprvé mu jeho švagr, ruský car Alexandr III. v roce 1887 nabídl trůn Bulharského knížectví, který se uprázdnil po abdikaci dosavadního knížete Alexandra, Valdemar však odmítl, mimo jiné proto, že mezi Bulharskem a Řeckem panovalo nepřátelství, což by znamenalo, že by stál proti svému bratrovi; kromě toho nechtěl přivést svou milovanou ženu do nestabilního prostředí balkánského knížectví. Když mu byl roku 1905 nabídnut (ruským carem Mikulášem II. a německým císařem Vilémem II.) dosud neobsazený trůn Norska, odmítl i tuto nabídku; norským králem se pak stal Valdemarův synovec Carl (syn staršího bratra Frederika VIII.). Valdemar se celoživotně věnoval námořní kariéře; třebaže to zcela neodpovídalo jeho společenskému statusu královského prince, zcela to vyhovovalo jeho založení a zálibám.
Princ Valdemar zemřel ve věku 80 let 14. ledna roku 1939. Jeho ostatky byly pochovány v katedrále v Roskilde, místě posledního odpočinku dánské královské rodiny.

## Ocenění
- Řád Serafínů

## Vývod z předků
|                 |                                                               |  |                                 |                                            |  |  |  |  |  |  |  | Karel Antonín Holštýnsko-Becký |
|                 |                                                               |  |                                 |                                            |  |  |  |  |  |  |  |                                |
|                 | Fridrich Karel Ludvík Šlesvicko-Holštýnsko-Sonderbursko-Becký |  |                                 |                                            |  |  |  |  |  |  |  |                                |
|                 |                                                               |  |                                 |                                            |  |  |  |  |  |  |  |                                |
|                 |                                                               |  |                                 | Šarlota Frederika z Donína-Leistenau       |  |  |  |  |  |  |  |                                |
|                 |                                                               |  |                                 |                                            |  |  |  |  |  |  |  |                                |
|                 | Fridrich Vilém Šlesvicko-Holštýnsko-Sonderbursko-Glücksburský |  |                                 |                                            |  |  |  |  |  |  |  |                                |
|                 |                                                               |  |                                 |                                            |  |  |  |  |  |  |  |                                |
|                 |                                                               |  |                                 | Karel Leopold Schliebenský                 |  |  |  |  |  |  |  |                                |
|                 |                                                               |  |                                 |                                            |  |  |  |  |  |  |  |                                |
|                 | Frederika Schliebenská                                        |  |                                 |                                            |  |  |  |  |  |  |  |                                |
|                 |                                                               |  |                                 |                                            |  |  |  |  |  |  |  |                                |
|                 |                                                               |  |                                 | Marie Eleonora Lehndorffská                |  |  |  |  |  |  |  |                                |
|                 |                                                               |  |                                 |                                            |  |  |  |  |  |  |  |                                |
|                 | Kristián IX. Dánský                                           |  |                                 |                                            |  |  |  |  |  |  |  |                                |
|                 |                                                               |  |                                 |                                            |  |  |  |  |  |  |  |                                |
|                 |                                                               |  |                                 | Fridrich II. Hesensko-Kasselský            |  |  |  |  |  |  |  |                                |
|                 |                                                               |  |                                 |                                            |  |  |  |  |  |  |  |                                |
|                 | Karel Hesensko-Kasselský                                      |  |                                 |                                            |  |  |  |  |  |  |  |                                |
|                 |                                                               |  |                                 |                                            |  |  |  |  |  |  |  |                                |
|                 |                                                               |  |                                 | Marie Hannoverská                          |  |  |  |  |  |  |  |                                |
|                 |                                                               |  |                                 |                                            |  |  |  |  |  |  |  |                                |
|                 | Luisa Karolína Hesensko-Kasselská                             |  |                                 |                                            |  |  |  |  |  |  |  |                                |
|                 |                                                               |  |                                 |                                            |  |  |  |  |  |  |  |                                |
|                 |                                                               |  |                                 | Frederik V. Dánský                         |  |  |  |  |  |  |  |                                |
|                 |                                                               |  |                                 |                                            |  |  |  |  |  |  |  |                                |
|                 | Luisa Dánská a Norská                                         |  |                                 |                                            |  |  |  |  |  |  |  |                                |
|                 |                                                               |  |                                 |                                            |  |  |  |  |  |  |  |                                |
|                 |                                                               |  |                                 | Luisa Hannoverská                          |  |  |  |  |  |  |  |                                |
|                 |                                                               |  |                                 |                                            |  |  |  |  |  |  |  |                                |
| Valdemar Dánský |                                                               |  |                                 |                                            |  |  |  |  |  |  |  |                                |
|                 |                                                               |  |                                 |                                            |  |  |  |  |  |  |  |                                |
|                 |                                                               |  | Fridrich II. Hesensko-Kasselský |                                            |  |  |  |  |  |  |  |                                |
|                 |                                                               |  |                                 |                                            |  |  |  |  |  |  |  |                                |
|                 | Fridrich Hesensko-Kasselský                                   |  |                                 |                                            |  |  |  |  |  |  |  |                                |
|                 |                                                               |  |                                 |                                            |  |  |  |  |  |  |  |                                |
|                 |                                                               |  |                                 | Marie Hannoverská                          |  |  |  |  |  |  |  |                                |
|                 |                                                               |  |                                 |                                            |  |  |  |  |  |  |  |                                |
|                 | Vilém Hesensko-Kasselský                                      |  |                                 |                                            |  |  |  |  |  |  |  |                                |
|                 |                                                               |  |                                 |                                            |  |  |  |  |  |  |  |                                |
|                 |                                                               |  |                                 | Karel Vilém Nasavsko-Usingenský            |  |  |  |  |  |  |  |                                |
|                 |                                                               |  |                                 |                                            |  |  |  |  |  |  |  |                                |
|                 | Karolina Nasavsko-Usingenská                                  |  |                                 |                                            |  |  |  |  |  |  |  |                                |
|                 |                                                               |  |                                 |                                            |  |  |  |  |  |  |  |                                |
|                 |                                                               |  |                                 | Karolína Felicitas Leiningensko-Dagsburská |  |  |  |  |  |  |  |                                |
|                 |                                                               |  |                                 |                                            |  |  |  |  |  |  |  |                                |
|                 | Luisa Hesensko-Kasselská                                      |  |                                 |                                            |  |  |  |  |  |  |  |                                |
|                 |                                                               |  |                                 |                                            |  |  |  |  |  |  |  |                                |
|                 |                                                               |  |                                 | Frederik V. Dánský                         |  |  |  |  |  |  |  |                                |
|                 |                                                               |  |                                 |                                            |  |  |  |  |  |  |  |                                |
|                 | Frederik Dánský                                               |  |                                 |                                            |  |  |  |  |  |  |  |                                |
|                 |                                                               |  |                                 |                                            |  |  |  |  |  |  |  |                                |
|                 |                                                               |  |                                 | Juliana Marie Brunšvická                   |  |  |  |  |  |  |  |                                |
|                 |                                                               |  |                                 |                                            |  |  |  |  |  |  |  |                                |
|                 | Luisa Šarlota Dánská                                          |  |                                 |                                            |  |  |  |  |  |  |  |                                |
|                 |                                                               |  |                                 |                                            |  |  |  |  |  |  |  |                                |
|                 |                                                               |  |                                 | Ludvík Meklenbursko-Zvěřínský              |  |  |  |  |  |  |  |                                |
|                 |                                                               |  |                                 |                                            |  |  |  |  |  |  |  |                                |
|                 | Žofie Frederika Meklenbursko-Zvěřínská                        |  |                                 |                                            |  |  |  |  |  |  |  |                                |
|                 |                                                               |  |                                 |                                            |  |  |  |  |  |  |  |                                |
|                 |                                                               |  |                                 | Šarlota Žofie Sasko-Kobursko-Saalfeldská   |  |  |  |  |  |  |  |                                |
|                 |                                                               |  |                                 |                                            |  |  |  |  |  |  |  |                                |